# Ванькович, Юзеф
Иосиф Матеушевич Ванькович (до 1788 — после 1818) — польско-литовский, впоследствии российский дворянин, минский уездный предводитель (1795—1800, 1802—1808), исполнял обязанности минского губернского предводителя (1800—1802).

## Происхождение и семья
Принадлежал к католическому шляхетскому роду Ваньковичей герба «Лис», который происходил из Минского воеводства Великого княжества Литовского. Родился в семье Матеуша Яновича Ваньковича, минского городского судьи (упомянут в 1778 году) и его жены Екатерины Янишевской. Мать также происходила из среднезажиточной шляхты Минского воеводства.
Юзеф Ванькович женился на представительнице шляхетского рода Марианне Лускиной, от которой имел сыновей: Станислав Юзефович Ванькович (1794 — ?), поручик (1831); Казимир Юзефович Ванькович (01.04.1796 — ?), был женат на Екатерине Любашчинской, служил председателем II департамента Главного суда Минской губернии, в 1817 году в Вильнюсском университете потратил 6 злотых 20 грошей на памятник Тадеушу Костюшко, был членом масонской ложи.

## Служебная деятельность

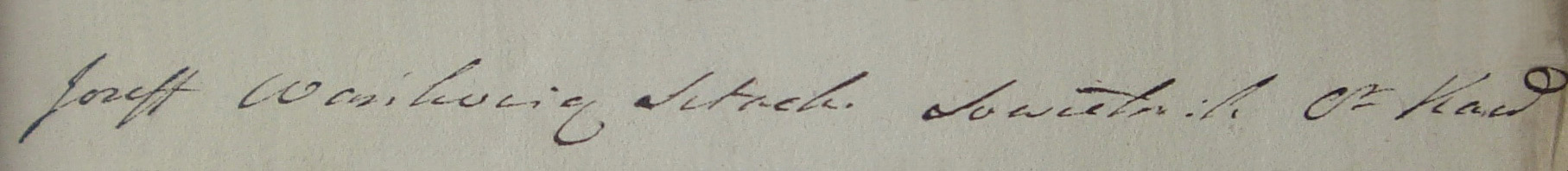
Автограф Юзефа Ваньковича с названием чина и кавалерством (по-польски): «Józef Wańkowicz Stacki Sowietnik or Kaw» (г.зн. «Józef Wańkowicz Stacki Sowietnik oraz Kawaler» — «Юзеф Ванькович, статский советник и кавалер (ордена)»), 1814 год.

В 1788 году упоминается, что Юзеф Ванькович занимал должность минского городского писаря. Был выбран послом на Четырехлетний сейм 1788—1792 годов от Минского воеводства. После разделов Речи Посполитой и вхождения земель Великого княжества Литовского в состав Российской империи, Юзеф Ванькович был выбран на пост минского уездного предводителя и был первым минским уездным маршалком (1795—1800, 1802—1808).
В то время, когда российский император Павел I (1796—1801) отменил принципиальные пункты «Дарственной грамоты дворянству» (1785), в результате которых не предусматривалась должность губернского предводителя (предводителя дворянства) в системе дворянского самоуправления, обязанности главы дворянской общины губернии во время дворянских собраний исполнял по выбору дворян губернии один из уездных маршалков. В 1797—1799 годах обязанности губернского предводителя исполнял Михаил Георгиевич Бернович, слуцкий уездный предводитель (1795—1802). После его Юзеф Матеушевич Ванькович был выбран исполнять обязанности минского губернского предводителя (1800—1802), оставив должность минского уездного предводителя. С восстановлением действия «Дарственной грамоты дворянству» (1785) в полном объеме согласно манифесту российского императора Александра I (1801—1825) от 2 апреля 1801 года, на пост минского губернского предводителя на очередных дворянских выборах был избран Станислав Александрович Ванькович, а Юзеф Ванькович был выбран минским уездным маршалком и занимал эту должность до 1808 года.
Получил российский чин статского советника, Ордена Святой Анны 2 степени и Святого Станислава.
Владел имениями в Минском уезде Минской губернии.